# Heliskiing

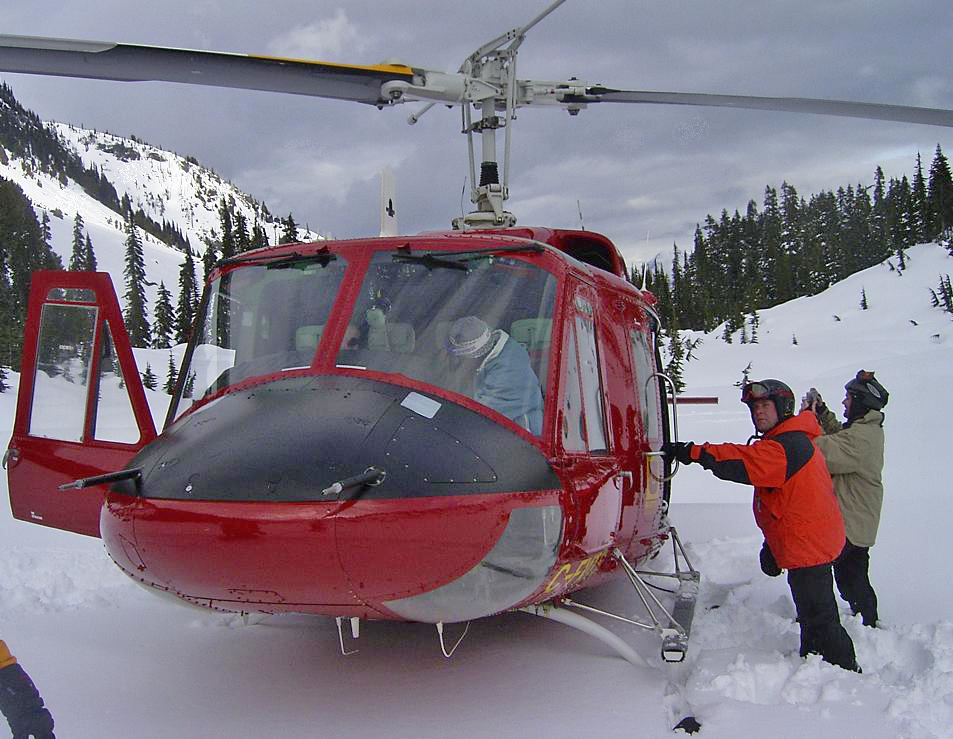
Einstieg in den Helikopter

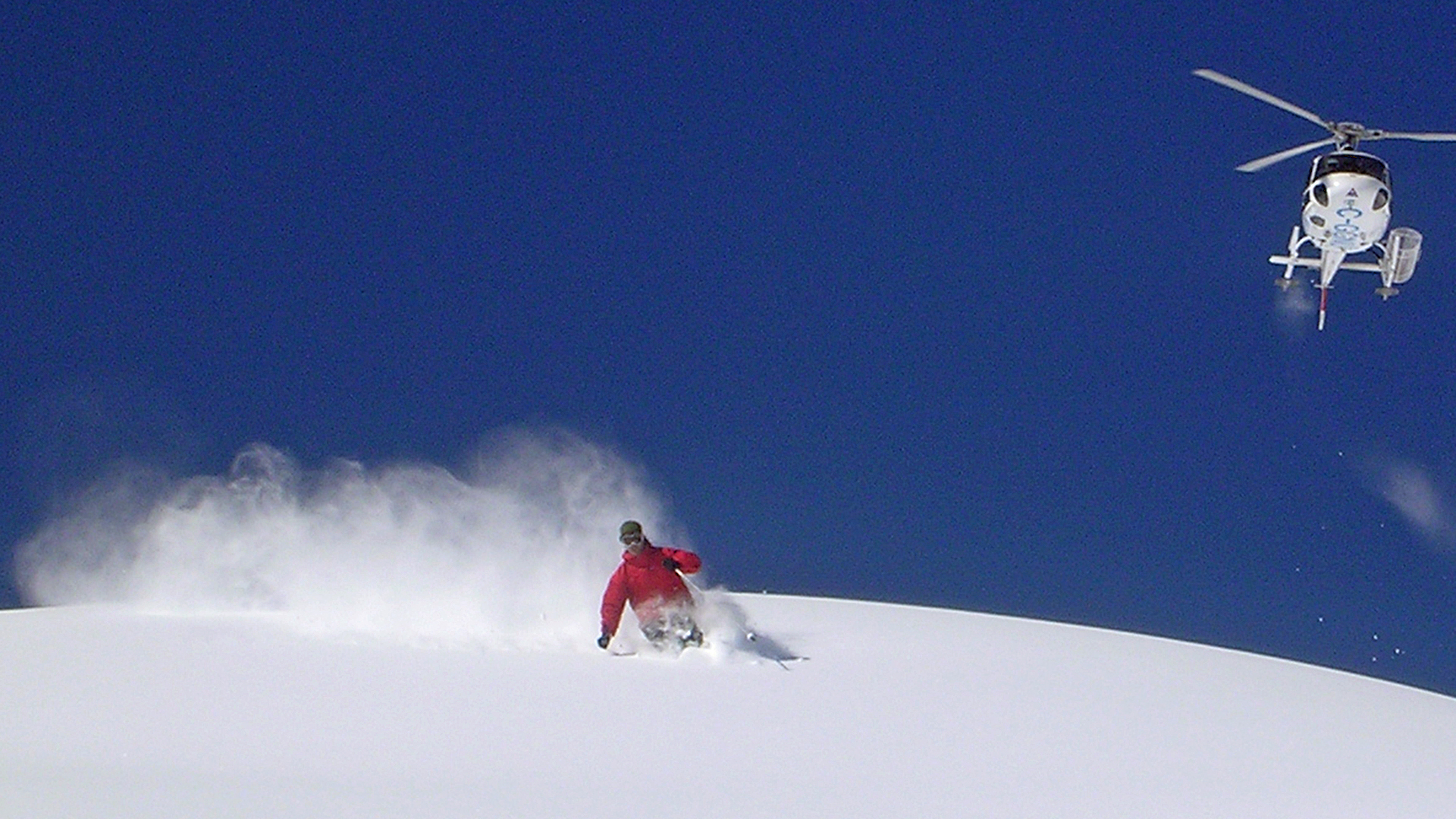
Airbus Helicopters H125 Écureuil über Tiefschneefahrer

Heliskiing, auch Heliboarding, bezeichnet eine Art des Skifahrens bzw. Snowboardens. Dabei lassen sich Skifahrer mit einem Helikopter auf einen schneebedeckten Berg fliegen und fahren von dort unter Führung erfahrener Heli-Guides durch unberührten Tiefschnee abwärts. Diese Art des Skifahrens wird auch als Powdern bezeichnet (englisch für „Pulver aufwirbeln“). Der Hubschrauber begleitet die Abfahrtsläufer.

## Einführung
Angefangen mit dem Heliskiing hat der Österreicher Hans Gmoser in den 1960er Jahren in Kanada. Die spezielle Anfahrt und die brisanten Abfahrten entstanden aus der Idee, statt herkömmlicher Skitouren exklusiven Gästen ein besonderes Skierlebnis zu bieten. Zur Durchführung geeignet sind Länder und Landschaften, die über hohe und schneesichere Berge verfügen, deshalb sind Kanada, die Schweiz, Österreich, Italien und Australien/Neuseeland die Bereiche, in denen sich das Heliskiing stark entwickelt hat.
Ziele der Heliski-Fahrer sind Naturerlebnisse, Nervenkitzel, sportliche Anstrengungen und Glücksmomente.

## Durchführung/Sicherheit
Heliskiing ist nur in Begleitung eines Bergführers möglich. Die Teilnehmer erhalten vorab Informationen zu den Verhaltensregeln am Berg und eine Sicherheitseinweisung. 
Wegen der möglichen Lawinengefahr wird in den ausgewählten Bergregionen die Schnee- und Lawinenlage geprüft. Das Mitführen einer Lawinen-Sicherheitsausrüstung (z. B. Rettungsgurt, Lawinenverschüttetensuchgerät, Schaufel, Sonde, Lawinenairbag) ist Pflicht. Die Veranstalter übertragen das bestehende Restrisiko mit einer Haftungsverzichtserklärung auf die Heliskiing-Teilnehmer.
Der Instrumentenflug ist wegen der Verhältnisse im Gebirge nicht möglich. Bei Schneefall, Nebel, Sturm wird in der Regel nur bis zur Baumgrenze geflogen.
Um am Heliskiing teilnehmen zu können, sollten Skifahrer gute Kondition und Technik vorweisen können. Erfahrung im Tiefschneefahren ist hilfreich, aber nicht zwingend Voraussetzung. In der Heliski-Industrie werden für verschiedene Erfahrungslevel Programme angeboten.
Dass trotz aller Sicherheitsvorkehrungen Unfälle nicht ausgeschlossen werden können, beweist der tragische Tod des Münchner Brauereiunternehmers Jannik Inselkammer, der im März 2014 beim Heliskiing in Kanada von einer Lawine erfasst wurde.

## Kanada
Heliskiing ist vor allem in schneereichen und zum Teil schwer zugänglichen Gebieten im Westen von Kanada verbreitet. Mittlerweile bieten ca. 30 Helifirmen dort Heliskiing-Programme an. Hauptregionen sind die westlichen Rocky Mountains (Revelstoke, Blue River) sowie die nördlichen Küstenregionen British Columbias.

## Russland und Mittelasien
Eine weitere Heliskiing-Region ist der Kaukasus; neben dem georgischen Gudauri ist dies insbesondere im Wintersportort Sotschi populär, dem Austragungsort der Olympischen Winterspiele 2014.
Auch im Tienschan-Gebirge in den zentralasiatischen Ländern Usbekistan und Kirgistan wird Heliskiing organisiert.

## Alpen
Angesichts des Fluglärms und wegen des Naturschutzes steht Heliskiing in Europa in der Kritik und wird in den Alpen aufgrund von Verboten oder hoher Auflagen nur wenig angeboten. Im Februar 2019 hat Air Zermatt zusammen mit Hertz ein Heliskiing-Angebot lanciert. Das Angebot beinhaltet unter anderem die Miete eines Luxus-SUV von Hertz für 24 Stunden und einen Flug mit einem Helikopter von Air Zermatt vom Flugplatz Raron in eines der umliegenden Skigebiete. Mountain Wilderness kritisiert das Angebot als «geradezu symbolisch für die Ignoranz gegenüber den Umweltproblemen unserer Zeit» und forderte Ende Januar 2019 das Angebot einzustellen.
In der Schweiz ist das Anfliegen von genau definierten Gebirgslandeplätzen möglich. Jede Landung über 1100 Metern außerhalb dieser abschließend genannten Plätze ist verboten. Das Parlament befasste sich im Sommer 2011 mit der Revision dieser Auflistung. Seitdem gibt es in der Schweiz 40 Gebirgslandeplätze, wobei die Hälfte am Rande von Schutzgebieten liegen, 6 davon im UNESCO-Weltnaturerbe Jungfrau-Aletsch.
In Österreich ist Heliskiing lediglich in Vorarlberg erlaubt und auch dort nur an zwei Orten im Lechquellengebirge möglich: vom Gipfel des Mehlsacks und vom oberen Ende des Schneetällis unterhalb der Orgelspitze.
In Italien hat sich das Heliskiing im Aostatal besonders etabliert.

## Neuseeland und Australien
In Neuseeland wird in der Umgebung von Queenstown oder Christchurch Heliskiing angeboten. Auch die Bergregionen Aoraki/Mount Cook Mackenzie und Methven dienen als Ausgangspunkt von Heliskiing-Touren.

## Alternative Catskiing
Die Teilnehmer werden mit Pistenraupen, die um Sitzgelegenheiten erweitert wurden, zum Startpunkt der Tour transportiert. Vor allem in den USA und in Kanada wird Catskiing als Alternative des Heliskiing genutzt.